# Pawieł Afanasjew
Pawieł Jakowlewicz Afanasjew (ros. Па́вел Я́ковлевич Афана́сьев, ur. 26 stycznia 13 stycznia?/26 stycznia 1905 we wsi Wierchniaja Urat´ma w guberni ufijskiej, zm. 19 grudnia 1989 w Moskwie) – radziecki polityk, przewodniczący Komitetu Wykonawczego Rady Obwodowej w Magadanie (1953–1958), I sekretarz Komitetu Obwodowego KPZR w Magadanie (1958–1968).
Od 1925 w RKP(b)/WKP(b), w latach 1929–1935 instruktor, sekretarz gminnego i rejonowego komitetu WKP(b), instruktor Tatarskiego Komitetu Obwodowego WKP(b), 1935–1937 pracownik Wydziału Politycznego Kolei Wschodniochińskiej, 1937–1943 partyjny organizator WKP(b) zajezdni parowozowej, szef zakładu zwrotnicowego, sekretarz komitetu WKP(b) zakładu remontów parowozów. 1943-1945 słuchacz Wyższej Szkoły Organizatorów Partyjnych przy KC WKP(b), 1945–1947 sekretarz Niżno-Amurskiego Komitetu Obwodowego WKP(b), 1947–1950 przewodniczący Komitetu Wykonawczego Rady tego obwodu. Od 1950 do grudnia 1953 zastępca przewodniczącego, a od grudnia 1953 do lutego 1958 przewodniczący Komitetu Wykonawczego Magadańskiej Rady Obwodowej, od 15 lutego 1958 do 2 lutego 1968 I sekretarz Magadańskiego Komitetu Obwodowego KPZR, następnie na emeryturze. Od 31 października 1961 do 30 marca 1971 zastępca członka KC KPZR. Deputowany do Rady Najwyższej ZSRR od 5 do 7 kadencji.

## Odznaczenia
- Order Lenina (1975)
- Order Czerwonego Sztandaru Pracy (1963)
- Order Czerwonej Gwiazdy